# Major League Rugby (2018)
Major League Rugby (2018) – pierwszy sezon Major League Rugby, zawodowej ligi rugby union w Ameryce Północnej, rozgrywany w 2018 z udziałem 7 ekip, zakończony zwycięstwem drużyny Seattle Seawolves.

## System rozgrywek
Rozgrywki składały się z dwóch części: rundy zasadniczej oraz pucharowej. Cztery najlepsze drużyny w końcowej tabeli rundy zasadniczej zakwalifikowały się do półfinałów. Zwycięzcy półfinałów walczyli w finale o tytuł mistrza ligi.
O kolejności zespołów w tabeli ligowej decydowała w pierwszej kolejności liczba punktów zdobyte w rozgrywkach: cztery za zwycięstwo, dwa za remis, zero za porażkę oraz po jednym punkcie bonusowym za zdobycie w meczu co najmniej 4 przyłożeń i za porażkę nie wyższą niż 7 punktami. Jeśli liczba punktów była równa, o pozycji w tabeli decydowały kolejno liczba zwycięstw w rozgrywkach, bilans punktów meczowych, liczba zdobytych przyłożeń, bilans przyłożeń, losowanie. 
Kluby uczestniczące w rozgrywkach obowiązywał limit budżetowy wynoszący 350 000 USD oraz ograniczenie liczby zawodników zagranicznych do pięciu.

## Uczestnicy rozgrywek
Lista drużyn uczestniczących w rozgrywkach Major League Rugby w sezonie 2018:
| Klub              | Metropolia (stan)      | Kraj              |
| ----------------- | ---------------------- | ----------------- |
| Austin Elite      | Austin (Teksas)        | Stany Zjednoczone |
| Glendale Raptors  | Denver (Kolorado)      | Stany Zjednoczone |
| Houston SaberCats | Houston (Teksas)       | Stany Zjednoczone |
| NOLA Gold         | Nowy Orlean (Luizjana) | Stany Zjednoczone |
| San Diego Legion  | San Diego (Kalifornia) | Stany Zjednoczone |
| Seattle Seawolves | Seattle (Waszyngton)   | Stany Zjednoczone |
| Utah Warriors     | Salt Lake City (Utah)  | Stany Zjednoczone |

## Runda zasadnicza
Wyniki spotkań:
|                   | Austin Elite | Glendale Raptors | Houston SaberCats | NOLA Gold | San Diego Legion | Seattle Seawolves | Utah Warriors |
| Austin Elite      | –            |                  |                   | 30:17     | 31:5             | 19:20             | 41:33         |
| Glendale Raptors  | 41:26        | –                | 37:24             |           | 31:27            | 33:11             |               |
| Houston SaberCats | 50:38        |                  | –                 | 26:35     |                  | 7:20              | 30:36         |
| NOLA Gold         |              | 10:47            | 24:20             | –         | 22:39            | 29:31             |               |
| San Diego Legion  | 31:17        | 23:5             | 35:32             |           | –                |                   | 31:24         |
| Seattle Seawolves |              | 15:19            |                   | 55:26     | 39:23            | –                 | 41:32         |
| Utah Warriors     | 41:22        | 29:36            | 31:27             | 43:46     |                  |                   | –             |

Tabela (w kolorze zielonym wiersze z drużynami, które awansowały do rundy finałowej):
| Pozycja | Drużyna            | Mecze | Wygrane | Remisy | Porażki | Bilans punktów | Bilans przyłożeń | Punkty bonusowe | Punkty razem |
| ------- | ------------------ | ----- | ------- | ------ | ------- | -------------- | ---------------- | --------------- | ------------ |
| 1.      | Glendale Raptors   | 8     | 7       | 0      | 1       | +84            | +12              | 6               | 34           |
| 2.      | Seattle Seawolves  | 8     | 6       | 0      | 2       | +44            | +5               | 5               | 29           |
| 3.      | San Diego Legion   | 8     | 5       | 0      | 3       | +13            | +1               | 4               | 24           |
| 4.      | Utah Warriors      | 8     | 3       | 0      | 5       | +4             | +7               | 10              | 22           |
| 5.      | Austin Elite Rugby | 8     | 3       | 0      | 5       | -14            | -2               | 6               | 18           |
| 6.      | NOLA Gold          | 8     | 3       | 0      | 5       | -82            | -14              | 5               | 17           |
| 7.      | Houston SaberCats  | 8     | 1       | 0      | 7       | -9             | 7                | 11              |              |

## Runda finałowa

### Półfinały
| 30 czerwca 201819:00 ET | Seattle Seawolves | 38:24 | San Diego Legion                                                      | Infinity Park, Glendale (Kolorado) Sędzia: Derek Summers (Stany Zjednoczone) |
| 30 czerwca 201819:00 ET | Peter Smith 13 (5pd K), Shalom Suniula 5 (P), William Rasileka 5 (P), Peter Tiberio 5 (P), Sequoyah Burke-Combs 5 (P), John Hayden 5 (P) | 38:24 | Joe Pietersen 14 (P 3pd K), Drew Gaffney 5 (P), Nate Augspurger 5 (P) | Infinity Park, Glendale (Kolorado) Sędzia: Derek Summers (Stany Zjednoczone) |
| 30 czerwca 201819:00 ET | Alec Barton · Siaosi Mahoni | 38:24 |                                                                       | Infinity Park, Glendale (Kolorado) Sędzia: Derek Summers (Stany Zjednoczone) |

| 30 czerwca 201821:30 ET | Glendale Raptors | 34:21 | Utah Warriors                                                                                      | Infinity Park, Glendale (Kolorado) Sędzia: Adam Leal (Anglia) |
| 30 czerwca 201821:30 ET | Will Magie 9 (3pd K), Sam Figg 5 (P), Harley Davidson 5 (P), Shaun Davies 5 (P), Zach Fenoglio 5 (P), Luke White 5 (P) | 34:21 | Tonata Lauti 5 (P), David Tameilau 5 (P), Don Pati 5 (P), Ben Nicholls 4 (2pd), Kurt Morath 2 (pd) | Infinity Park, Glendale (Kolorado) Sędzia: Adam Leal (Anglia) |

### Finał
| 7 lipca 201821:00 ET | Glendale Raptors                                                | 19:23 | Seattle Seawolves                                                                         | Torero Stadium, San Diego (Kalifornia) Sędzia: Scott Green (Stany Zjednoczone) |
| 7 lipca 201821:00 ET | Zach Fenoglio 10 (2P), Bryce Campbell 5 (P), Will Magie 4 (2pd) | 19:23 | Peter Smith 8 (pd 2K), Ray Barkwill 5 (P), William Rasileka 5 (P), Riekert Hattingh 5 (P) | Torero Stadium, San Diego (Kalifornia) Sędzia: Scott Green (Stany Zjednoczone) |

## Statystyki ligi
Najskuteczniejszym zawodnikiem ligi był Sam Windsor z drużyny Houston SaberCats, który zdobył 103 punkty, natomiast najwięcej przyłożeń (9) zdobył Tonata Lauti z drużyny Utah Warriors. 